# Comunità montana Alto Tirreno/Appennino Paolano
La Comunità montana Alto Tirreno Appennino Paolano era una comunità montana calabrese, situata nella provincia di Cosenza. La sede della Comunità si trovava nella cittadina di Verbicaro in contrada "San Francesco". Con Legge Regionale n.25/2013 le Comunità Montane calabresi sono state soppresse e poste in liquidazione. Con delibera della Giunta Regionale n. 243 del 04/07/2013 sono stati nominati i Commissari liquidatori.
L'Ente era stato istituito con legge regionale n. 4 del 29/01/1974, ma dopo la finanziaria del 2008 e conseguente legge sulla revisione delle Comunità Montane, la Comunità Montana Alto Tirreno/Appennino Paolano era il risultato della fusione tra la vecchia "Comunità Montana Dorsale Appenninica Alto Tirreno" e la "Comunità Montana Appennino Paolano", cambiando denominazione in "Alto Tirreno Appennino Paolano".

## Geografia fisica
La Comunità Montana comprendeva 11 comuni che gravitavano sulla Catena Costiera fino al confine della stessa con il Pollino.
La superficie della Comunità Montana era pari a 434,48 km² mentre la sua popolazione era di circa 35.000 abitanti.

## Comuni
| Stemma | Comune               | Popolazione (ab) | Superficie (km2) |
| ------ | -------------------- | ---------------- | ---------------- |
|        | Aieta                | 853              | 47 km²           |
|        | Bonifati             | 3.140            | 33 km²           |
|        | Buonvicino           | 2.376            | 55 km²           |
|        | Fuscaldo             | 8.306            | 60 km²           |
|        | Grisolia             | 2.430            | 50 km²           |
|        | Guardia Piemontese   | 1.558            | 21 km²           |
|        | Maierà               | 1.259            | 17 km²           |
|        | Orsomarso            | 4.403            | 47 km²           |
|        | Santa Domenica Talao | 645              | 14 km²           |
|        | Tortora              | 6.129            | 57,88 km²        |
|        | Verbicaro            | 3.262            | 32,60 km²        |

## Galleria d'immagini

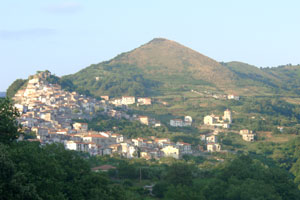
Panorama di Bonifati
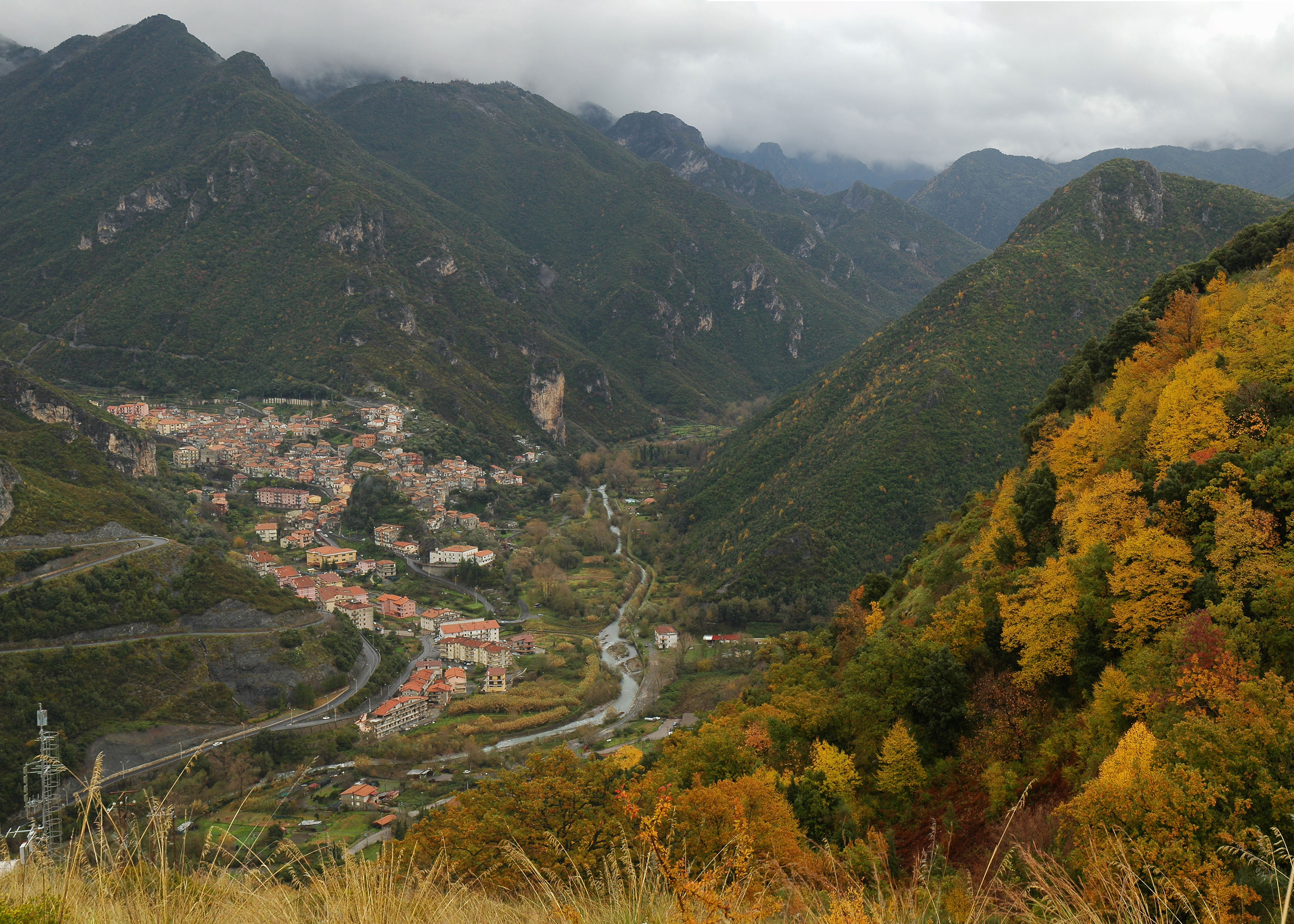
Orsomarso
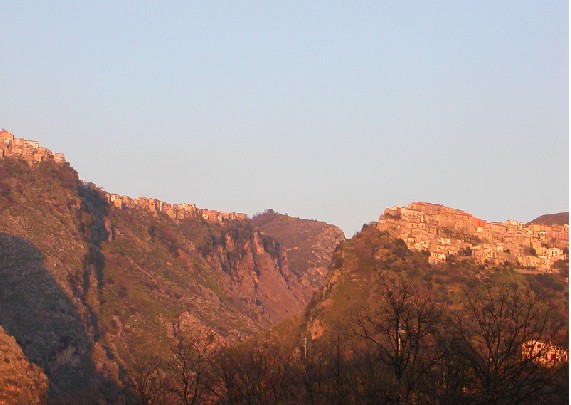
Panorama di Maierà
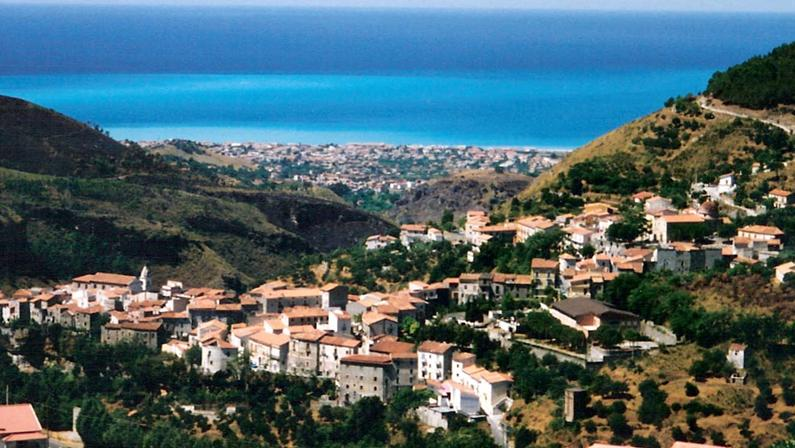
Tortora, centro storico